# 尼古拉·阿列克谢延科
尼古拉·尼古拉耶维奇·阿列克谢延科（羅馬化：Nikolay Nikolayevich Alekseyenko；1971年11月29日）是俄罗斯政治人物，第八届国家杜马会议代表。
2013年，他获得莫斯科国立语言大学法律科学副博士学位。同年，他与他人共同创立了综合建筑评级机构（俄語：Рейтинговое агентство строительного комплекса (РАСК)）并担任负责人，旨在开发和提供建筑行业领域的独立评级和排名。他于2021年9月卸任，并作为布良斯克州代表当选为第八届国家杜马议员。